# کاربن (شهر)
شهر کاربن (به آلمانی: Karben) در ایالت هسن در کشور آلمان واقع شده‌است.